# Mancomunidad Centro Duero
La mancomunidad Centro Duero es una agrupación administrativa de municipios de la provincia de Salamanca, en la comunidad autónoma de Castilla y León, España.

## Municipios
- Aldeadávila de la Ribera (Anejos: Corporario y Poblado del Salto de Aldeadávila)
- Barruecopardo
- Cabeza del Caballo (Anejo: Fuentes de Masueco)
- Cerezal de Peñahorcada
- Encinasola de los Comendadores (Anejo: Picones)
- Guadramiro
- Masueco
- Mieza
- El Milano
- Saldeana
- Saucelle
- Valderrodrigo
- Vilvestre
- Villasbuenas (Anejo: Barreras)
- La Zarza de Pumareda

## Competencias
1. Recogida y tratamiento de residuos sólidos urbanos.
2. Servicio de alumbrado público y su mantenimiento.
3. Servicio de mantenimiento del abastecimiento de aguas y su cloración.
4. Servicios de prevención y extinción de incendios.
5. Servicio de limpieza viaria.
6. Servicios culturales y deportivos.
7. Prestación de servicios sociales y de promoción y reinserción.
8. Protección de la salud pública.
9. Adecentamiento y pavimentación de caminos y vías rurales.
10. Servicio técnico urbanístico.
11. Protección de patrimonio histórico artístico.
12. Asesoramiento Jurídico y Técnico.
13. Protección civil.
14. Promoción turística de la zona.
15. Servicio para la mejora de Radiodifusión y Televisión.
16. Protección del Medio-Ambiente y saneamiento ambiental.